# Moldova az olimpiai játékokon
Moldova az olimpiai játékokon független államként először 1994-ben vett részt, azóta valamennyi olimpián jelen volt.
Ezt megelőzően a moldovai sportolók 1924 és 1936 között Románia, 1952 és 1988 között a Szovjetunió olimpiai csapataiban, majd a Szovjetunió szétesését követően az 1992-es nyári olimpián az Egyesített Csapatban szerepeltek.
A moldovai sportolók eddig hat érmet nyertek, mindegyiket a nyári játékokon.
Két súlyemelőjük a 2012-es londoni olimpián harmadik helyezett lett, de utólag észlelt pozitív doppingmintájuk miatt megfosztották őket bronzérmüktől.
A Moldovai Nemzeti Olimpiai Bizottság 1991-ben alakult meg, a NOB 1993-ban vette fel tagjai sorába, a bizottság jelenlegi elnöke Nicolae Juravschi.

## Éremtáblázatok

### Érmek a nyári olimpiai játékokon
| Olimpia              | Arany | Ezüst | Bronz | Összesen |
| 1996, Atlanta        | 0     | 1     | 1     | 2        |
| 2000, Sydney         | 0     | 1     | 1     | 2        |
| 2004, Athén          | 0     | 0     | 0     | 0        |
| 2008, Peking         | 0     | 0     | 1     | 1        |
| 2012, London         | 0     | 0     | 0     | 0        |
| 2016, Rio de Janeiro | 0     | 0     | 0     | 0        |
| 2020, Tokió          | 0     | 0     | 1     | 1        |
| Összesen             | 0     | 2     | 4     | 6        |

## Érmek sportáganként

### Érmek a nyári olimpiai játékokon sportáganként
| Moldova érmei a nyári olimpiai játékokon sportáganként | Moldova érmei a nyári olimpiai játékokon sportáganként | Moldova érmei a nyári olimpiai játékokon sportáganként | Moldova érmei a nyári olimpiai játékokon sportáganként | Az olimpiai zászlaja |

| Sportág       | Arany | Ezüst | Bronz | Összesen |
| ------------- | ----- | ----- | ----- | -------- |
| Kajak-kenu    | 0     | 1     | 1     | 2        |
| Sportlövészet | 0     | 1     | 0     | 1        |
| Ökölvívás     | 0     | 0     | 2     | 2        |
| Birkózás      | 0     | 0     | 1     | 1        |
| Összesen      | 0     | 2     | 4     | 6        |